# 小林きな子
小林 きな子（こばやし きなこ、1977年11月23日 - ）は、日本の女優。東京都出身。大人計画所属。

## 略歴
2004年より活動開始。
2005年、映画『恋は五・七・五!』で女優デビュー。
2006年、テレビ東京系ドラマ『怨み屋本舗』第5話にゲスト出演し、ドラマ初出演。同年10月15日から12月15日放送のフジテレビ系月9ドラマ『のだめカンタービレ』で連続ドラマ初レギュラー出演をする。
2010年、テレビ朝日系木曜ミステリー『京都地検の女』に初の2年連続でレギュラー事務官・斉藤加奈子として出演。
2019年、読売テレビ・日本テレビ系木曜ドラマF『人生が楽しくなる幸せの法則』で夏菜と高橋メアリージュンと共にトリプル主演を務め、初のドラマ主演をする。

## 出演

### テレビドラマ
- 怨み屋本舗 第5話（2006年8月11日、テレビ東京） - 下北リカコ 役
- 恋のから騒ぎ〜Love Stories III〜（2006年9月26日、日本テレビ） - 西端華子 役
- のだめカンタービレ（2006年10月16日 - 12月15日、フジテレビ） - 金城静香 役
- LIAR GAME（2007年4月14日 - 6月23日、フジテレビ） - 嘉山春美 役
- 喰いタン2 第2話（2007年4月21日、日本テレビ） - 長瀬ようこ 役
- 週刊真木よう子 第4話「中野の友人」（2007年4月23日、テレビ東京） - 倉橋 役
- 税務調査官・窓際太郎の事件簿 第16作 「尾張名古屋に人情の涙…盗聴殺人に隠された真相…知りすぎた美人記者を狙う権力の罠」（2007年、TBS）- 矢田秋男の見合い相手
- 土曜ワイド劇場（テレビ朝日）
  - 「デパート仕掛け人!天王寺珠美の殺人推理」（2007年9月15日・2008年10月18日・2009年10月17日・2010年10月16日・2012年8月25日・2013年7月20日・2014年5月17日・2015年3月21日） - 石井久子 役
  - 「森村誠一の終着駅シリーズ」第24作（2010年7月31日） - 村木葉子 役
  - 「逆転報道の女1」（2012年） - 橋本幸代 役
  - 「警視庁・捜査一課長〜ヒラから成り上がった最強の刑事!5」（2015年） - 中津川たんぽぽ 役
- ガリレオ（2007年10月15日 - 12月17日、フジテレビ） - 門松マキ 役
  - ユンゲル（2008年1月2日） - 門松マキ 役
  - タガーリン（2013年10月15日 - 12月17日） - 門松マキ 役
- だいすき!!（2008年1月17日 - 3月20日、TBS） - 春菜 役
- ヤスコとケンジ（2008年7月12日 - 9月20日、日本テレビ） - 椿エリカ（レディース時代）役
- Room Of King（2008年10月4日 - 11月29日、フジテレビ） - 鈴木和子 役
- メイちゃんの執事（2009年1月13日 - 3月17日、関西テレビ・フジテレビ） - 梅島京子 役
- おちゃべり 第13話（2009年3月18日、TBS） - 千葉加奈子 役
- 咲くやこの花（2010年1月9日 - 3月27日、NHK総合） - いく 役
- モテキ（2010年7月16日 - 10月1日、テレビ東京） - ブル子 役
- 京都地検の女（2010年 - 2011年、テレビ朝日） - 斉藤加奈子 役
- デカワンコ 第4話（2011年2月5日、日本テレビ） - 山本さゆり 役
- 示談交渉人 ゴタ消し 第7話（2011年2月17日、読売テレビ・日本テレビ） - 花代 役
- 幸せになろうよ 第4話 - 第7話・第9話・最終話（2011年5月9日 - 5月30日・6月13日・6月27日、フジテレビ） - 大河内麗子 役
- エアーズロック（2012年、東名阪ネット6） - 紀里谷レイコ 役
- 水曜ミステリー9（テレビ東京）
  - 「松本清張特別企画・鉢植を買う女」（2011年11月9日） - 小室尚子 役
  - 「看護師・戸田鮎子の推理カルテ」（2012年7月11日・2013年10月30日） - 村瀬由美子 役
- そこをなんとか 第5話（2012年11月18日、NHK BSプレミアム） - 中岡美紀 役
- 新・御宿かわせみ（2013年5月6日、時代劇専門チャンネル） - お晴 役
- POWER GAME〜パワーゲーム〜（2013年8月10日 - 9月27日、NHK BSプレミアム） - 大山麗華 役
- ほんとにあった怖い話 「女子高大パニック」（2013年8月17日、フジテレビ） - 神山先生 役
- 海の上の診療所 第7話（2013年11月18日、フジテレビ） - 樋口萌絵 役
- HTBスペシャルドラマ 別に普通の恋（2013年12月14日、北海道テレビ・フジテレビ） - 信代 役
- 戦力外捜査官 第2話（2014年1月18日、日本テレビ） - 吉村春美 役
- ST 赤と白の捜査ファイル 第6話（2014年8月27日、日本テレビ） - 城間知美 役
- おそろし〜三島屋変調百物語（2014年8月30日 - 9月27日、NHK BSプレミアム） - お世津 役
- ナースのお仕事 再会編（2014年11月1日、フジテレビ） - 中野友加子 役
- リーガルハイ・スペシャル（2014年11月22日、フジテレビ） - 小林安代 役
- 恋愛あるある。「シングルマザー恋愛あるある」（2015年6月24日、テレビ朝日）
- コウノドリ（TBS） - 真田知香 役
  - 第1シーズン（2015年10月16日 - 12月18日）
  - 第2シーズン（2017年10月13日 - 12月22日）
- ドラえもん、母になる〜大山のぶ代物語〜（2015年12月23日、NHK BSプレミアム） - 大林マネージャー 役
- ダメな私に恋してください 第1話・第2話（2016年1月12日・1月19日、TBS） - 米田亜希 役
- ドクターX〜外科医・大門未知子〜 第4シーズン 第4話（2016年11月3日、テレビ朝日） - 四葉美音 役
- Chef〜三ツ星の給食〜 第7話（2016年11月24日、フジテレビ） - 野田早苗 役[1]
- 家政夫のミタゾノ 最終話（2016年12月9日、テレビ朝日） - 小木康江 役
- トドメの接吻 第3話・第6話（2018年1月21日・2月11日、日本テレビ） - ヒロミ 役
- 未解決の女 警視庁文書捜査官 第2話（2018年4月26日、テレビ朝日） - 関友加里 役
- 極道めし 第7話（2018年8月25日、BSジャパン / 11月21日、テレビ東京） - 望月幸子 役
- プリティが多すぎる （2018年10月19日 - 12月21日、日本テレビ） - 佐藤美枝子 役[2]
- フェイクニュース あるいはどこか遠くの戦争の話（2018年10月20日・10月27日、NHK総合） - 五十嵐雅子 役
- 人生が楽しくなる幸せの法則（2019年1月10日 - 3月14日、読売テレビ・日本テレビ） - 主演・皆元佳恵 役（夏菜・高橋メアリージュンとトリプル主演）[3]
- 小京都連続殺人事件4（2019年2月9日、フジテレビ） - 石田早苗 役
- 大富豪同心 第6回（2019年6月14日、NHK BSプレミアム / 6月12日、NHK BS4K / 12月7日、NHK総合） - お仲 役
- W県警の悲劇 第4話（2019年8月17日、BSテレビ東京） - 近田花 役
- 知らなくていいコト（2020年1月8日 - 3月11日、日本テレビ） - 倉橋朋美 役 / 第9話・小滝薫 役
- シリーズ横溝正史短編集II「金田一耕助踊る！」華やかな野獣（2020年1月25日、NHK BSプレミアム） - 太田寅蔵 役
- ディア・ペイシェント〜絆のカルテ〜 第9話（2020年9月11日、NHK総合） - 香田綾乃 役
- 刑事アフター5（2020年10月1日、テレビ朝日） - 保坂まどか 役
- 逃げるは恥だが役に立つ ガンバレ人類! 新春スペシャル!!（2021年1月2日、TBS） - 森下 役
- ソロ活女子のススメ シリーズ（テレビ東京） - 黒田彩子 役
  - ソロ活女子のススメ（2021年4月3日 - 6月19日）
  - ソロ活女子のススメ2（2022年4月7日 - 5月26日）[4]
  - ソロ活女子のススメ3（2023年4月6日 - 6月22日）[5]
  - ソロ活女子のススメ4（2024年4月4日 - 6月20日）[6]
  - ソロ活女子のススメ5（2025年4月3日 - 6月5日）[7]
- お耳に合いましたら。 第9話（2021年9月10日、テレビ東京） - 家政婦・梅垣律子 役[8]
- 真犯人フラグ（2021年10月10日 - 2022年3月13日、日本テレビ） - 鴨井晴子 役[9]
- 前科者 -新米保護司・阿川佳代-（2021年11月20日 - 12月15日、WOWOW） - ミツコ 役
- やんごとなき一族（2022年4月21日 - 6月30日、フジテレビ） - 田辺 役
- 悪女のすべて（2022年7月2日 - 9月24日、BS松竹東急） - 伊豆田裕子 役[10]
- ユニコーンに乗って 第7話（2022年8月26日、TBS） - 古川先生 役
- 我らがパラダイス（2023年1月8日 - 3月12日 、NHK BSプレミアム・BS4K） - 藤原訓子 役[11]
- 王様に捧ぐ薬指（2023年4月18日 - 6月20日、TBS） - 佐々木梅 役[12]
- 科捜研の女 Season23 第2話（2023年8月23日、テレビ朝日） - 水原佐恵 役
- 弁当屋さんのおもてなし シーズン2 第2話（2024年1月20日、北海道テレビ） - 三輪ことり 役[13]
- 大奥（2024年1月18日 - 3月28日、フジテレビ） - 御次のお平 役[14]
- 大河ドラマ 光る君へ 第32回 - 第45回（2024年8月25日 - 11月24日、NHK） - 宮の宣旨 役
- Qrosの女 スクープという名の狂気 第2話（2024年10月14日、テレビ東京） - 本条茜 役[15]
- あの夜をすくいに（2025年3月29日、朝日放送テレビ） - 安藤みつ子 役[16]
- ダメマネ! -ダメなタレント、マネジメントします- 第4話（2025年5月11日、日本テレビ） - 貝塚裕樹の母 役[17]
- 明日はもっと、いい日になる（2025年7月7日 - 、フジテレビ） - 野良信子 役[18]
- 能面検事 第1話（2025年7月11日、テレビ東京） - 笹口美乃梨 役[19]

### 教育番組
- エイエイGO!（2015年4月5日 - 2019年3月30日、NHK Eテレ）

### バラエティ番組
- ワールド極限ミステリー（2023年9月13日、TBS） - 渋谷冴子 役（再現ドラマ）

### 映画
- 恋は五・七・五!（2005年） - 内山マコ
- 調布空港（2006年）
- グミ・チョコレート・パイン（2007年）
- デトロイト・メタル・シティ（2008年）
- フライング☆ラビッツ（2008年）
- 石内尋常高等小学校 花は散れども（2008年）
- カンナさん大成功です!（2009年1月19日公開）
- ジェネラル・ルージュの凱旋（2009年3月7日公開、東宝）
- 体脂肪計タニタの社員食堂（2013年5月25日公開、角川映画） - 福原紀美子 役
- 俺俺（2013年5月25日公開、ジェイ・ストーム） - 安西 役
- おしん（2013年10月12日公開） - ウメ役
- 小川町セレナーデ（2014年10月4日公開、アイエス・フィールド） - ホステル・亮子 役[20]
- ノームの夜〜並行食堂〜（2025年）

### 舞台
- 家族のはなしPARTI（2019年5月4日 - 6月1日、京都劇場）
  - 家族のはなしPART1（再演）（2020年4月24日 - 5月6日、東京建物 Brillia HALL）
- 女40歳 肉屋のムスメ（2024年5月16日 - 19日、まつもと市民芸術館 小ホール） - 主演・ひなの 役[21]
- ロボット（2024年11月18日 - 12月1日、シアタートラム / 12月14日・15日、兵庫県立芸術文化センター 阪急中ホール）[22]

### CM
- アートコーポレーション アート引越センター
- P&G「さらさ」声の出演